# The Afghan Whigs
The Afghan Whigs ist eine von Soulmusik beeinflusste US-amerikanische Rockband aus Cincinnati, Ohio.

## Bandgeschichte
Greg Dulli (Gesang, Rhythmusgitarre), Rick McCollum (Gitarre), John Curley (Bass), und Steve Earle (Schlagzeug) gründeten die Band in Cincinnati Ende 1986.
The Afghan Whigs gingen aus Greg Dullis Band The Black Republicans hervor, zu der John Curley hinzustieß. Nach der Auflösung der Black Republicans spielte Curley mit Rick McCollum. Dulli zog nach Arizona, wo er die Hälfte der Songs für das erste Album Big Top Halloween schrieb, das 1988 auf dem eigenen Label Ultrasuede erschien.
1989 unterzeichneten The Afghan Whigs einen Vertrag beim Label Sub Pop in Seattle. Damit waren sie die erste US-Band bei Sub Pop, die nicht aus dem Nordwesten der USA stammte. Später wechselte die Band zum Major-Label Elektra Records, das 1993 ihr Album Gentlemen veröffentlichte. Die Singles Debonair und Gentlemen wurden bei MTV und im College Radio gespielt. Der Titel Fountain and Fairfax lief auch in der TV-Serie My So-Called Life im Jahr 1994.
1996 produzierte der Sänger Greg Dulli den Soundtrack für den Film Beautiful Girls von Ted Demme, in dem The Afghan Whigs als Band in einer Bar auftreten. Auf dem Soundtrack erschienen außerdem zwei Coverversionen der Afghan Whigs: Frederick Knights Be for Real und Barry Whites Can’t Get Enough of Your Love, Babe. 1999 traten The Afghan Whigs im Vorprogramm der Nine-Lives-Tournee von Aerosmith auf.
The Afghan Whigs verkündeten 2001 ihre Trennung und gaben als Grund die weit voneinander entfernten Wohnorte der Bandmitglieder an. Seither sind die ehemaligen Mitglieder in separaten Musikprojekten aktiv, wobei insbesondere Greg Dulli mit häufig wechselnden Kollaborateuren unter dem Namen The Twilight Singers und mit Mark Lanegan als The Gutter Twins weiterhin weltweit beachtete Alben veröffentlichte und tourte.
2006 vereinten sich The Afghan Whigs für kurze Zeit nochmals. 2012 gingen The Afghan Whigs wieder auf Tour und veröffentlichten mit See And Don't See (Marie Queenie Lyons) und Lovecrimes (Frank Ocean) zwei weitere Coverversionen, die abermals ihre Wurzeln in Soul und Black Music unterstrichen. Nach der erfolgreichen Live-Reunion und einem viel beachteten Auftritt mit Usher beim SXSW Festival 2013 wurde die Arbeit zum ersten Studioalbum der Band seit 1998 aufgenommen. Do To The Beast erschien am 14. April 2014 in Europa und einen Tag darauf in den USA.

## Stil
Die Songtexte kreisten häufiger um Themen wie psychische Labilität, Drogen, sexuelle Begierde und latente Gewalt. Die Arrangements der Stücke orientierten sich dabei an Grunge, der expressive Gesangsstil Dullis hingegen bediente sich bei Ausdrucksformen des Souls. Die Dramaturgie der Stücke fußt häufig auf einer starken Dynamik, dicht arrangierte und ungestüme Refrains wechseln sich mit ruhiger vorgetragenen Strophen ab. Ein Kennzeichen der späteren Afghan-Whigs-Stücke ist zudem der Einsatz von Cello und anderen Streichern.

## Diskografie
Studioalben
- Big Top Halloween (Ultrasuede, 1988)
- Up in It (Sub Pop, 1990)
- Congregation (Sub Pop, 1992)
- Gentlemen (Elektra; Sub Pop, 1993)
- Black Love (Elektra; Sub Pop, 1996)
- 1965 (Columbia, 1998)
- Do to the Beast (Sub Pop, 2014)
- In Spades (Sub Pop, 2017)
- How Do You Burn? (Sub Pop, 2022)

Livealben
- Live in Hollywood (Eigenverlag, 2018)
- Live at Ancienne Belgique, Brussels (Eigenverlag, 2018)
- Live at Paradiso, Amsterdam  (Eigenverlag, 2018)